# 锋芒草属
虱子草属（学名：Tragus）是禾本科下的一个属，为一年生或多年生草本植物。该属共有约7－8种，分布于亚热带和温带地区。

## 下属物种
- 虱子草 Tragus berteronianus Schult.
- 锋芒草 Tragus racemosus (L.) All.